# Terry Onyango
Terry Onyango – kenijski piłkarz grający na pozycji napastnika. W swojej karierze rozegrał 1 mecz w reprezentacji Kenii.

## Kariera klubowa
W swojej karierze piłkarskiej Onyango grał w klubie Kenya Breweries.

## Kariera reprezentacyjna
W reprezentacji Kenii Onyango zadebiutował 16 sierpnia 1992 roku w zremisowanym 2:2 meczu kwalifikacji do Pucharu Narodów Afryki 1994 z Lesotho, rozegranym w Maseru i był to jego jedyny mecz rozegrany w kadrze narodowej. Wcześniej, w tym samym roku, był powołany do kadry na Puchar Narodów Afryki 1992.